# Hisao Tanaka
Martin Hisao Tanaka, maggiormente conosciuto con il ring name Duke Keomuka (Los Angeles, 22 aprile 1921 – Las Vegas, 30 giugno 1991), è stato un wrestler statunitense.
È il padre del wrestler Pat Tanaka e dell'arbitro Jimmy Tanaka.

## Biografia
Durante la seconda guerra mondiale, Tanaka fu internato nel campo di Manzanar come cittadino di origine giapponese per paura di azioni di sabotaggio.
Negli anni cinquanta, adottò il ring name Duke Keomuka e formò un tag team di successo con Hiro Matsuda. Fu inoltre un wrestler di punta negli anni cinquanta e sessanta quando lottava in Texas prima di spostarsi in Florida.
Tanaka è morto il 30 giugno 1991, all'età di settant'anni.

## Personaggio
Mossa finale
- Superkick

## Titoli e riconoscimenti
- Championship Wrestling from Florida
  - NWA World Tag Team Championship (Florida version) (4) - con Hiro Matsuda

- Mid-Atlantic Championship Wrestling
  - NWA Southern Tag Team Championship (Mid-Atlantic version) (2) - con Mr. Moto

- Mid-Pacific Promotions
  - NWA Hawaii Heavyweight Championship (1)

- Midwest Wrestling Association
  - MWA Ohio Tag Team Championship (1) - con Sato Keomuka

- Southwest Sports, Inc. / Big Time Wrestling
  - NWA Texas Heavyweight Championship (6)
  - NWA Texas Tag Team Championship (14) - con Danny Savich (5), Ivan Kalmikoff (1), Mr. Moto (2), Don Evans (1), Tiny Mills (1), Kinji Shibuya (1), Tony Martin (1), Tokyo Joe (1) e John Tolos (1)
  - NWA World Tag Team Championship (Texas version) (6) - con Taro Miyaki (2), Mr. Moto (1), Tony Martin (1), Antonio Inoki (1) e Fritz Von Erich (1)
  - NWA Brass Knuckles Championship (1)